# 經濟部推動綠色貿易專案辦公室
經濟部推動綠色貿易專案辦公室（Green Trade Project Office, Ministry of Economic Affairs, R.O.C. (Taiwan)，英文簡稱）成立於2011年3月，為中華民國經濟部國際貿易局制定的「綠色貿易推動方案」下所成立的組織。綠色貿易推動方案以國際行銷為主軸，經濟部推動綠色貿易專案辦公室作為台湾綠色貿易的整合平台。

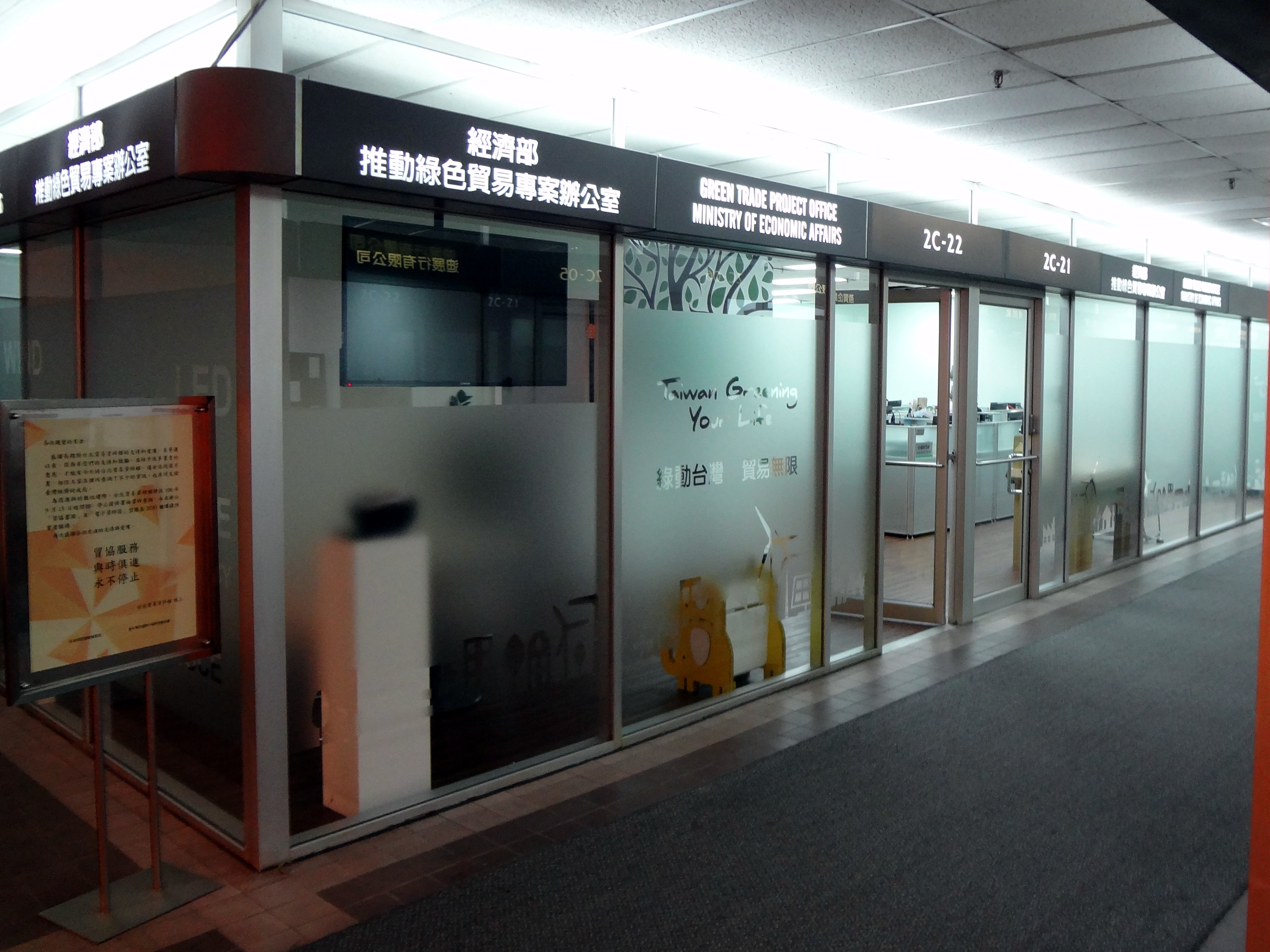
經濟部推動綠色貿易專案辦公室

## 成立源起
隨著全球氣候變遷逐漸變成各國政府及企業專注的議題，如何兼顧經濟成長與永續發展，已成為世界各國努力的主要方向。在貿易方面，全球各國際組織以及先進國家紛紛開始針對綠色產品與服務的進出口與政府採購提出規範及獎勵政策。而大型企業為了自身的競爭力以及企業形象，也都對其供應商開始採取更高標準的綠色採購規範。
綠色貿易推動方案由經濟部國際貿易局主辦、中華民國對外貿易發展協會執行，以國際行銷為主軸，協助我國廠商順應國際綠色趨勢，掌握各國綠色規範及國際大廠綠色採購標準，爭取全球綠色貿易商機，進而推升臺灣整體綠色產業形象。
經濟部推動綠色貿易專案辦公室將以「綠色行銷智庫與資訊擴散」、「強化綠色產業行銷能量」及「深化行銷推廣及提升形象」為3大策略，針對我國創儲能、節能、環保設備、循環再生、低碳運輸五大綠色產業，搭配如市場洞察、諮詢輔導、數位行銷、展會行銷、主題拓銷、論壇洽談、媒體邀訪、國際廣宣等做法，期望促使綠色產業成為引領臺灣出口成長新動力，同時促使綠色產品成為我國出口新南向政策市場的領頭羊。

## 執行策略與目標

### 綠色貿易輔導服務
- 提供企業諮詢輔導服務：
  - 提供國際綠色貿易規範，協助廠商參與國際綠色貿易會議及活動之諮詢及服務。
  - 彙整台湾各部會綠色概念計畫之輔導資源，提供諮詢與轉介服務。
  - 建置國際組織、貿易夥伴國、國際採購廠商等綠色貿易規範的諮詢專家資料庫，並結合關鍵字搜尋系統，提供網路諮詢服務。
  - 主動與產業別公協會合作，運用本方案行銷推廣輔導資源，提升台湾出口主力產業之綠色貿易競爭力。
  - 接受企業申請，依個案需求提供綠色貿易行銷輔導，協助台湾企業建立綠色貿易實績。

- 貿易服務碳足跡揭露
  - 依據ISO 14064-1建立會展場地碳盤查資訊。
  - 依據PAS 2050建立會展碳足跡資訊。

- 協助廠商國際接軌
  - 編制英文版「台灣綠色產品型錄」，彙集台湾綠色商品資訊。
  - 定期彙整發布國際綠色貿易會議與展覽訊息。

- 建置綠色貿易資訊網站
  - 架設線上會議系統、線上教學系統、諮詢顧問系統、資料庫、電子報等功能，協助台湾廠商進行視訊會議、線上進行綠色教育學程及展示綠色商品型錄等。
  - 提供國際組織、貿易夥伴國、國際採購廠商（IPO）之綠色貿易相關規範（認證、法規、採購指引）等資訊。

### 綠色行銷推廣
- 建立並推廣綠色貿易國家形象
  - 拍攝綠色貿易國家形象推廣影片。
  - 於國際重點展覽辦理整合行銷活動，形塑綠色貿易國家及產業優質形象。
  - 進行「台灣綠色典範獎」選拔及頒獎，詳細辦法請參見「綠色貿易資訊網站」（www.greentrade.org.tw）。

- 綠色多元行銷推廣活動
  - 舉辦綠色產品貿易洽談會，服務台湾廠商。
  - 參與全球綠色採購之海外行銷推廣活動。
  - 於國外政府採購相關展覽設置「台灣綠色產品專區」，洽訪政府綠色採購之重要供應商，協助台湾綠色產品納入國外政府採購之綠色供應鏈。
  - 辦理海外行銷通路布建專案活動。

## 外部連結
- 台灣綠色貿易網 （页面存档备份，存于）（英文）（繁體中文）